# George Forrest (botanicus)
George Forrest (Falkirk (Schotland), 13 maart 1873 - Tengyueh (Yunnan, China), 5 januari 1932) was een Schotse botanicus en plantenverzamelaar.

## Levensloop
Hij werd geboren als de jongste in een gezin van dertien kinderen. Aanvankelijk volgde hij in Kilmarnock een opleiding tot apotheker, waardoor hij leerde over de geneeskundige eigenschappen van planten en het drogen en bewaren van planten. Hij legde een grote collectie Britse planten aan. Met behulp van een erfenis kon hij in 1891 afreizen naar Australië om daar de natuur te verkennen en te proberen carrière te maken als schapenhouder en goudzoeker. Hij verbleef tien jaar in Australië om in 1902 via Zuid-Afrika terug te keren in Groot-Brittannië.
Pas in 1903 besloot hij om zich serieus bezig te houden met botanie en sierteelt toen hij door Isaac Bayley Balfour werd aangenomen als assistent aan het herbarium van de Royal Botanic Garden Edinburgh in Edinburgh.Tussen 1904 en 1906 ondernam hij in opdracht van Arthur Kilpin Bulley een expeditie naar Zuidwest-China om op zoek te gaan naar planten die geschikt zouden zijn om in Groot-Brittannië als tuinplant te worden gehouden. Hij nam lokale mensen aan om hem te helpen bij het verzamelen van planten. Hij nam veel tijd om zijn specimens te beschrijven en verzamelde wortels, knollen, zaden en gedroogde planten. Tijdens deze expeditie werden alle expeditieleden vermoord door Tibetaanse monniken. Alleen George Forrest wist met behulp van de lokale bevolking te ontsnappen. Na afloop van deze expeditie werden veel soorten opgenomen in de collectie van Royal Botanic Garden Edinburgh, waar ze werden gesorteerd en geclassificeerd. In totaal ondernam hij zeven keer een expeditie naar China. Aan het einde van zijn zevende expeditie stierf hij aan een hartaanval in de buurt van de bovenloop van de Mekong, waarna hij werd begraven in de bergen in Yunnan.
In totaal verzamelde hij meer dan 10.000 soorten, waaronder meer dan 1200 soorten die voordien onbekend waren voor de wetenschap. Hieronder waren 300 soorten rododendrons en vele soorten primula's. Ook verzamelde hij onder andere camellia's, magnolia's, Meconopsis napaulensis en gentianen (waaronder Gentiana sino-ornata). Hiervan werden veel soorten als tuinplant geïntroduceerd. Veel soorten zijn ook naar hem vernoemd zoals Acer forrestii, Clematis forrestii, Pieris forrestii, Pleione forrestii, Primula forestii en Rhododendron forrestii. Naast planten verzamelde hij ook vogels, vlinders en andere insecten.